# Alekszandra Mihajlovna Kollontaj
Alekszandra Mihajlovna Kollontaj (oroszul: Александра Михайловна Коллонтай (születési neve Domontovics); Szentpétervár, 1872. március 19. – Moszkva, 1952. március 9.) orosz forradalmár, szovjet politikus, diplomata, író, a marxista feminizmus képviselője. Azok közé tartozott, akik nem estek a sztálini diktatúra áldozatául.

## Gyermek- és ifjúkora
Édesanyja finn származású volt, édesapja ukrán földbirtokos család sarja, aki tábornokként szolgált a cári hadseregben. Alekszandra a gyermekkorát Szentpéterváron és Finnországban töltötte. A szigorú patriarkális család társadalmi helyzetének megfelelően otthon taníttatták. Gimnáziumba sem engedték járni, nehogy rossz társaságba keveredjen. 16 éves korában leérettségizett, majd magánórákat vett történelemből és irodalomból. Irodalmi tanulmányait Viktor Petrovics Osztrogorszkij, a híres irodalomtörténész irányította, aki tehetségesnek tartotta, és újságírásra bátorította. 1893-ban Alekszandra férjhez ment Vlagyimir Kollontaj mérnök katonatiszthez, akitől fia született, de három év múlva elváltak.

## Politikai öntudatának kialakulása

### 1896–1898
Népművelő egyesületekben dolgozott gyári munkásokkal és a Schlüsselburg börtön elítéltjeivel. Jótékonysági rendezvényeken gyűjtöttek pénzt a politikai Vörös Keresztnek. 1896 tavaszán Narvában járt a 12 000 munkásnőt foglalkoztató híres szövőgyárban. Az ott látottak nagy hatást gyakoroltak rá, ekkor kezdett foglalkozni a marxizmussal és a közgazdaságtannal. Ebben az időszakban jelentek meg az első, legális marxista folyóiratok is, melyekből sokat tanult. Az 1896-os nagy petrográdi sztrájk idején, amelyben 36 000 textilipari munkás és munkásnő vett részt, pénzt gyűjtött a párton kívüli szimpatizánsokkal a sztrájkolók megsegítésére. A kizsákmányolt és jogaitól megfosztott proletariátus növekvő öntudatát látva végleg a marxizmus mellett döntött. Aktív szerepet azonban még nem vállalt a mozgalomban, mert úgy érezte, hogy még nincs eléggé felkészülve erre a feladatra. 1898-ban írta első neveléspszichológiai tanulmányát „A neveléstan alapjai Dobroljubov szerint” címmel, amely az Obrazovanyije (oktatás) című folyóiratban jelent meg.

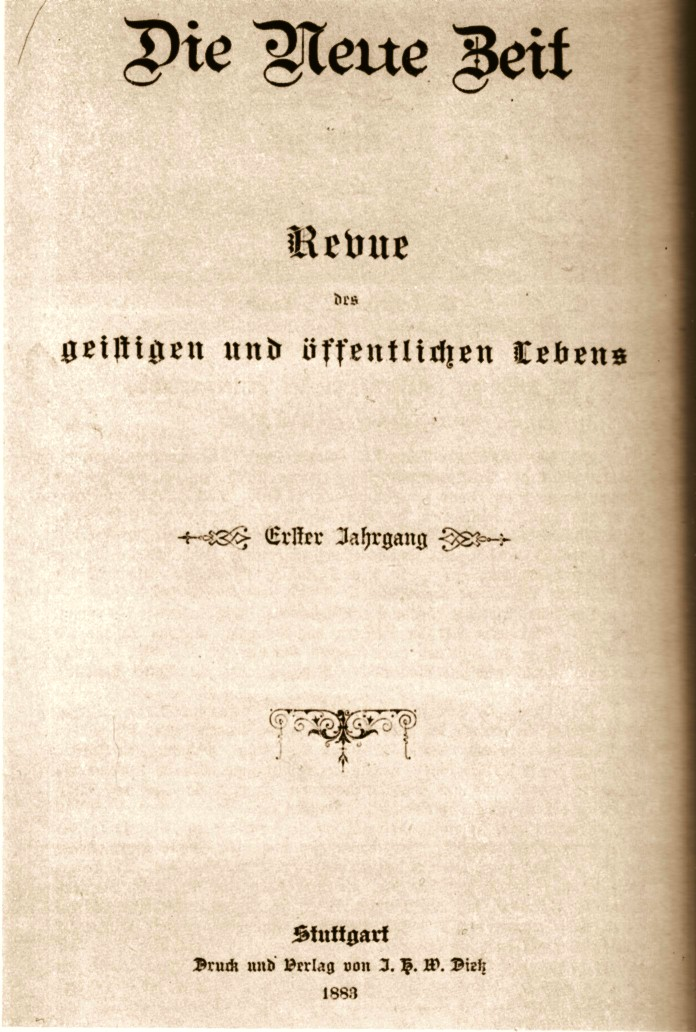
Die Neue Zeit folyóirat

### 1898–1899
1898 augusztusában Svájcba utazott, és közgazdaságtant kezdett tanulni a zürichi egyetemen. Heinrich Herkner professzor előadásait hallgatta, aki könyvének második kiadásában a munkásosztállyal foglalkozott. Kollontaj minél jobban elmélyedt a gazdaság törvényszerűségeinek tanulmányozásában, annál inkább közeledett az ortodox marxizmushoz. Ezzel szemben professzora egyre távolodott Marx forradalmi elméletétől (könyvének ötödik kiadása már egy jobboldali renegát gondolatait tartalmazta). Különös időszak volt, amikor Németország Szociáldemokrata Pártjában Eduard Bernstein meghirdette a marxi ideológia felülvizsgálatát. Herkner professzor Bernsteinért lelkesedett, de Alexandra szilárdan ortodox baloldali maradt. Rajongott Karl Kautskyért, hűséges olvasója volt az általa kiadott Die Neue Zeit folyóiratnak. Rosa Luxemburg Társadalmi reform vagy forradalom? című röpirata különösen érdekelte, mert a szocialista filozófus ebben utasította vissza Bernstein teóriáját.
1899-ben professzora tanácsára, aki ajánlólevelekkel is ellátta, Angliába utazott, hogy tanulmányozza az angol munkásmozgalmat. Sydney és Beatrice Webb-bel is találkozott, de rögtön észrevette, hogy ők teljesen másként gondolkoznak, s így egyedül kezdett ismerkedni az angol munkásmozgalommal. Feltárultak előtte a mély társadalmi ellentétek, amelyekre képtelenek voltak megoldást találni a reformisták. Sem a szakszervezeti taktika, sem pedig a settlement-mozgalom által a munkásnegyedekben létrehozott, szociális és kulturális munkát végző csoportok (Toynbee-Hall, munkás kultúrházak, szövetkezetek, klubok stb.) nem hoztak eredményt. Angliai tapasztalatai meggyőzték az ortodox marxista elmélet helyességéről, nem tért vissza Zürichbe, hanem egyenesen hazautazott Oroszországba.

### 1899–1908
Kapcsolatba lépett Leninnel és az illegalitásban működő munkásszervezetek aktivistáival, és arra készült, hogy minél előbb részt vehessen az akciókban. 1898-ban, amikor elhagyta Oroszországot, a haladó intellektuális réteg és az egyetemisták a marxizmus felé hajlottak. Amikor visszatért, ugyanolyan lelkesen vallották magukénak a revizionista Bernstein elveit, mint azelőtt Marx ideológiáját. Friedrich Nietzsche jött divatba. Az illegális és legális marxisták között szakadás történt. Az utóbbiak nyíltan az ipari tőke mellé álltak, az illegalitásba vonult fiatal marxisták Leninnel, Pjotr Pavlovics Maszlovval, Alekszandr Alekszandrovics Bogdanovval az élen kidolgozták az Oroszországi Szociáldemokrata Munkáspárt forradalmi taktikájának elméleti alapjait.
Kollontaj, J. D. Sztaszova apjának lakásán részt vett egy összejövetelen, ahol a politikai Vörös Kereszt számára gyűjtöttek. Pjotr Berngardovics Sztruve Bernsteinről tartott előadást a válogatott hallgatóság előtt, akik között sok illegális elvharcos is jelen volt. Sztruve mondanivalóját jóváhagyták, megtapsolták, csupán Nyikolaj Glebov-Avilov szállt vitába vele. Ezekben az időkben mindenki Sztruvét támogatta. Kollontaj is szólásra jelentkezett, de ismeretlenként nehezen hagyták beszélni. Szenvedélyesen védte a baloldali ortodox marxizmust, a jelenlévők nagy része nemtetszését fejezte ki, mivel szembefordult Sztruve és Tugan-Baranovszkij vonalával.
Alekszandra ezután Bernsteint bíráló és az ortodox marxizmust dicsérő cikkeket írt, de a cenzúra nem engedte megjelenni. Ekkor elhatározta, hogy gazdaságtudományi cikkeket fog írni. Finnországgal felnőtt korában is kapcsolatban maradt. Ezekben az években a finn nép sokat szenvedett a cári elnyomástól. Autonómiája megingott, alkotmányát, törvényeit lábbal tiporták, a finnek megkezdték harcukat az orosz hatalom ellen. Kollontaj a finn néppel szimpatizált. Az elsők között figyelt fel az osztályellentétek kiéleződésére, a finn ipari munkásság növekvő erejére, amely ellensúlyozta a svéd, finn polgári nacionalista pártok befolyását. Szoros kapcsolatot épített ki a finn elvtársakkal, és segített megszervezni az első sztrájk-kasszát. Újságcikkeket írt Finnországról, amelyek a Lipcsében kiadott Soziale Praxis hetilapban és az Obrazovanyie folyóiratban jelentek meg 1900-ban. Finnországra vonatkozó, konkrét statisztikákat tartalmazó cikkét hozta le a Russzkoje Bogatsztvo. Az írás mellett néha részt vett illegális, párton kívüli tevékenységekben is (csoportokat irányított egy szentpétervári kerületben, felhívásokat fogalmazott meg, illegális publikációkat őrzött, illetve osztott szét).

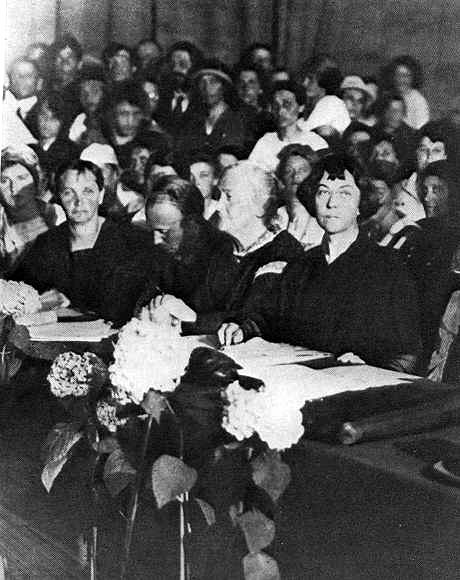
A Kommunista Internacionálé III. kongresszusa, Moszkva, 1921 (Alekszandra Kollontaj a kép jobb oldalán, mellette Clara Zetkin

1901-ben külföldre utazott. Németországban megismerkedett Karl Kautskyval, Rosa Luxemburggal, Párizsban Paul Lafargue-gal és Genfben Georgij Valentyinovics Plehanovval. A Zarja folyóirat közölte egyik Finnországról szóló cikkét a szerző neve nélkül. A Kautsky által kiadott Die Neue Zeitben Helene Maline álnév alatt jelent meg egy cikke. Innentől kezdve állandó kapcsolatot tartott fenn a külföldi elvtársakkal.
1900 és 1903 között anyagot gyűjtött egy Finnországnak szentelt, marxista szellemben írt, fontos gazdasági-statisztikai tanulmányához, amely A finn munkások élete címmel jelent meg. A könyv megosztott sikert aratott (az illegális aktivisták kedvezően fogadták, a legálisan politizáló marxisták bírálták).
1903-ban Kollontaj először beszélt nyilvános diákgyűlésen. Felszólalásában szembeállította az idealista és a szocialista világ koncepcióját. Oroszországban parasztlázadások, Kijevben, Odesszában, Bakuban és Tbilisziben munkásfelkelések törtek ki. Két antagonisztikus erő állt vadul egymással szemben: a forradalom felé haladó illegális mozgalom és a hatalomhoz csökönyösen ragaszkodó cári autokrácia. Az Felszabadítás szövetség nevű csoport Pjotr Sztruvéval az élén átmeneti, közvetítő szerepet játszott. 1903 nyarán Kollontaj végleg szakított ezekkel a barátokkal, és újra külföldre ment. Az emigrációban élő szocialisták már menseviknek és bolseviknek nevezték magukat. Kollontájnak mindkét oldalon voltak barátai, de közelebb érezte magát a bolsevikokhoz. Plehanov iránti tisztelete miatt nem ítélte el a mensevikeket. Még 1903-ban visszatért hazájába, egyik csoport mellett sem kötelezte el magát, de felkérésükre agitált, kiáltványokat fogalmazott.
Az 1905. január 9-i véres vasárnapot az utcán élte át. A tüntetőkkel a Téli Palota felé haladt. A gyönyörű napsütéses, januári napon a csendőrök a tüntetőkre törtek. Az ostorok csattogása, a sebesültek, a halottak, a hatalmas vértócsák a fehér havon, a golyók által eltalált gyerekek látványa örökre emlékezetébe vésődött. A párt bizalmatlan volt a tüntetéssel kapcsolatban, igyekezett lebeszélni a munkásokat a részvételről, mert provokációt, csapdát sejtett. Kollontaj az amszterdami kongresszus határozatát követve fontosnak tartotta a tömegmegmozdulások szervezését, amely a munkások eltökéltségét bizonyítja. A véres vasárnap után a pétervári bolsevikok illegális újságot kezdtek nyomtatni. Kollontaj újságíróként részt vett a szerkesztésben és a nyomdatechnikai problémák megoldásában is. Egyik kiáltványában, amely alkotmányozó gyűlést követelt a Zemszkij Szobor (országos gyűlés) ellenében nagy sikert aratott. Aktívan hozzájárult az orosz és a finn szociáldemokrata pártoknak a cári elnyomás elleni egységakcióihoz.
1906-ig a bolsevikokkal dolgozott, de útjaik szétváltak a munkásoknak az Első Állami Dumában való részvétele és a szakszervezetek szerepvállalásának kérdése miatt. 1906 és 1915 között Kollontaj a mensevik frakcióval dolgozott.

### 1908–1917
1908-ban Németországba menekült, mert két vádat is emeltek ellene a textilmunkásnők sztrájkjának megszervezése, és a finneket felkelésre szólító, Finnország és a szocializmus című brosúrája miatt. Az 1917-es forradalom kitöréséig politikai emigrációban élt. A Német Szociáldemokrata Párt agitátoraként működött Németországban, Angliában, Svájcban, Belgiumban, Dániában és Olaszországban, és lankadatlanul harcolt az internacionalizmusért. Részt vállalt a Zimmerwaldi konferencia előkészítésében, 1914-ben Lenin egyeztetett vele, és a konferencián is jelen volt. Az első világháború Németországban érte. Mivel biztonságos tartózkodást nem tudtak már neki biztosítani, Svédországba utazott. Marxista írásai miatt el kellett hagynia az országot, így Norvégiába települt át. A német származású szocialisták meghívására az Egyesült Államokban is járt, 1915-ben pedig csatlakozott a bolsevik frakcióhoz.

## Szerepe a forradalomban
1917 februárjában visszatért Oroszországba, és csatlakozott Leninhez. Támogatta a tanácsokat, és ő volt az első nő, akit beválasztottak a pétervári szovjet végrehajtó bizottságába. A Kerenszkij vezette ideiglenes kormány ellen agitált (Kollontaj volt a kronstadti matrózlázadás elindítója a júliusi puccs idején), hazaárulás vádjával letartóztatták más bolsevik vezetőkkel együtt, de kevéssel az 1917-es októberi orosz forradalom kitörése előtt szabadon engedték a pétervári szovjet kérésére. A forradalom alatt tagja volt a bolsevik párt központi bizottságának, és támogatta a munkás–paraszt hatalomátvételt. A bolsevikok győzelme után 1918 márciusáig a Népjóléti Bizottság komisszárjaként dolgozott. A forradalmi szovjet kormány első nőtagjaként a világ első miniszter asszonya lett. Ő volt az első orosz szocialista, aki külön gyűlések keretében szervezte a munkásnőket. 1906-tól azért harcolt, hogy szervezetük ne maradjon autonóm, hanem speciális bizottságként a párt részét képezze a munkásnők jogainak védelme és képviselete érdekében. 1918 novemberében Kollontaj, Inessa Armand, Nagyezsda Krupszkaja, Konkorgyija Szamojlova és Klavgyija Nyikolajeva megrendezték a Munkás- és parasztnők első nemzeti kongresszusát. 1919 szeptemberében a Szovjetunió Kommunista Pártjának Központi Bizottsága határozatban fogadta el a párt nőirodájának (Zsenotgyel) létrehozását, s amelyet 1920-tól Kollontaj vezetett.

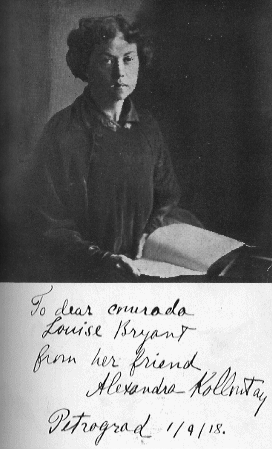
Louise Bryentnek dedikált fényképe

## Diplomáciában töltött évek
1923 májusában kezdte meg diplomáciai pályafutását Norvégiában. Először kereskedelmi képviselőként, 1924 májusától a szovjet diplomáciai testület ügyvivőjeként, 1924 augusztusától a Szovjetunió rendkívüli és meghatalmazott nagyköveteként működött. 1926/1927-ben Mexikóban, 1930-ig újra Norvégiában, 1930-tól pedig Svédországban volt nagykövet. 1940-ben és 1944-ben ő vezette a Szovjetunió és Finnország közötti fegyverszüneti tárgyalásokat. 1945 márciusában végleg visszatért Moszkvába. Finn politikusok 1946-ban őt jelölték a Nobel-békedíjra.

## A nők és a család a kommunista államban
„A nők élete és sorsa egész életemben foglalkoztatott, és pontosan ez vezetett el engem a szocializmushoz”, írta 1926-ban az Életem célja és értékelése című önéletrajzi művében. 1918 őszén nagy energiával kezdett a dolgozó nők felszabadítását irányító program kidolgozásához. Novemberben lezajlott a munkás- és parasztnők első nemzeti kongresszusa, ahol 1147 küldött vett részt. Az nők egyenjogúsítása felé haladó úton fontos feladatokat kellett megoldani: meg kellett nyerni a nőket az új rendszer támogatásához, hogy elkezdődhessen politikai nevelésük. Vonzóvá kellett számukra tenni a népkonyhákat, képezni kellett őket, hogy gyermekotthonokban, kórházakban és iskolákban dolgozhassanak. A végcél azt volt, hogy a férfiakkal azonos jogú munkaerővé, és a politikai jogok elnyerésével, állampolgárnőkké váljanak. Kollontaj kijelentette, hogy az anyaság társadalmi szerep, s a gyermeknevelés területén az államra is felelősség hárul. Az országban mindenütt központokat hoztak létre, ahol az egyenjogúsítás során felmerült konfliktusokat kezelték, és felkészítették a nőket arra, hogy a tanácsok munkájában is részt vegyenek. Megszavazták a terhességmegszakítást engedélyező törvényt, sikerült elfogadtatni, hogy a házasságon kívül született gyermekek is azonos jogokban részesüljenek. A népi komisszárok 1917. december 18-i rendelete megkönnyítette a házasság felbontását. A közös megegyezéssel történő válás egy-két hét alatt lebonyolódott. Kollontaj meggyőződéssel hirdette, hogy szocializmus nélkül nincs emancipált nő, és a nők emancipációja nélkül nincs szocializmus. Kijelentette, hogy egy nő erkölcsi megítélése nem a szexuális életétől függ, hanem attól, hogy milyen munkaerőt képvisel a társadalom számára hasznos tevékenységek területén. A Kollontaj által szóval és tettel propagált, új szexuális erkölcsöt elítélték, és elvetették a párton belül. Sztálin hatalomátvétele után fordulat történt a szovjet családjog és házassági jog terén is. Bebizonyosodott, hogy a szovjet államnak nincs anyagi ereje és apparátusa arra, hogy átvegye a család funkcióját, ráadásul már nemzetbiztonsági problémává vált a sok elhagyott anya és kallódó, csavargó gyermek. Ezért a  szovjet vezetés visszakozott:  újra védeni kezdte a házasságot és a családot.
Sokan azért aggódtak, hogy a válás megkönnyítése, a nők egyenjogúsítása, valamint fizetett munkavégzése, anyagi függetlensége felborítja majd a család életét. Kollontaj kongresszusi beszédében hangsúlyozta, hogy az egykori családmodell, amelyben a férfi volt az egyedüli családfenntartó, és teljhatalommal rendelkezett felesége felett, egyik napról a másikra el fog tűnni. A jövő családjában a férj és feleség jogainak és kötelességeinek a lehető legnagyobb összhangban kell állnia az új, dolgozó, Szovjet-Oroszország megváltozott életkörülményeivel. A család szokásai és erkölcsei párhuzamosan alakulnak át a társadalom életében bekövetkezett változásokkal. Kollontaj rámutatott arra, hogy kb. a 19. század végétől a kapitalista rendszer arra kényszeríti a nőket, hogy munkát vállaljanak, ha a családfő vagy a férj fizetése nem elegendő. A statisztikák azt mutatják, hogy egyre több nő dolgozik, s ennek következményeit egyre jobban érzi a család. Mert milyen a családi élet akkor, amikor a feleség és anya napi nyolc órát tölt a munkahelyén, sőt tíz órát is távol van, mert messze van a gyár, az üzem, a hivatal. A háztartást hanyagolja, a gyerekek nélkülözik az anyai gondoskodást, magukra hagyatva az utcán töltik idejük nagy részét. A dolgozó nő és anya hármas terhet visel a vállán: ugyanannyi időt tölt a munkahelyén mint a férje, utána reá hárul a háztartás ellátása és a gyermeknevelés. A kapitalista rendszer nem segít megkönnyíteni életét.
Szovjet-Oroszországban a dolgozó nőknek ugyanolyan joguk van a kényelemhez, testápoláshoz, szépséghez, mint egykor a gazdag családok lányainak, asszonyainak. A dolgozó nőknek nem kell majd kevés szabadidejüket a konyhában tölteni, mert közéttermekben, népkonyhákon étkezhetnek a családok. Mosodák, különböző javítási szolgáltatások további terheket vesznek le majd a nők válláról, s így több idejük marad olvasásra, tanulásra, önképzésre, sportra, szórakozásra. A kommunista állam azért fogja felszabadítani a nőket a háztartás igája alól, hogy életüket tartalmasabbá, boldogabbá, szabadabbá tegye. Az állam a gyermeknevelésben is segíteni fogja a családokat. A Közoktatási Minisztérium és a Társadalombiztosítási Hivatal megkezdte a bölcsődék, óvodák, gyermekotthonok, gyermekrendelők, gyermekkórházak építését, az ingyenes iskolai étkeztetés megszervezését, ingyenes tankönyvek, ruhasegélyek kiosztását.

## Írásai
- A finn munkások élete
- Osztályharc
- A munkások első politikai programja
- Finnország és a szocializmus
- A nőkérdés társadalmi gyökerei
- A társadalom és az anyaság
- Kinek áll érdekében a háború?
- Az új erkölcs és a munkásosztály
- Naplórészletek
- Válogatott cikkek és beszédek
- Emlékezések Leninre
- Életem célja és értékelése (Önéletrajz)
- Életem a diplomáciában

## Művei magyarul
- Kollontay Alexandra: A család és a kommunizmus; Kanadai Magyar Munkás, Toronto, 189? ("Munkás" füzetek)
- Alexandra Kollontaj: A dolgozó anya; ford. Szamuely Tibor; Kommunisták Magyarországi Pártja, Bp., 1919 (Kommunista könyvtár)
- Alexandra Kollontay: A család és a kommunizmus; Proletár Könyvkereskedés, New York, 1922
- Kollontay Alexandra: A szerelem útjai; ford. Turnowsky Rózsi; Tip. Pax, Târgu-Mureş, 1930